# Leones FC
Leones FC, vorher Deportivo Rionegro, auch bekannt als Itagüí Leones, ist ein 1957 gegründeter kolumbianischer Fußballverein aus Antioquia, bis 2013 in Rionegro ansässig, dessen Ursprünge auf das Jahr 1944 zurückgehen. Als Gründungsmitglied der kolumbianischen zweiten Liga nahm der Verein an allen Spielzeiten von 1991 bis zum Aufstieg 2017 in die erste Liga teil. Seit 2019 spielt der Verein erneut in der zweiten Liga. 2014 zog der Verein nach Bello um und wurde in Leones FC umbenannt. Anfang 2015 zog der Verein nach Turbo um. Ende 2016 zog der Verein nach Itagüí. Das Halbjahr davor spielte der Verein in Envigado.

## Geschichte

### Deportivo Rionegro

Altes Logo von Deportivo Rionegro

Der Verein war mehrmals nah am Aufstieg in die Categoría Primera A, hatte allerdings lange Zeit keinen Erfolg. 2001 und 2008 wurde Rionegro Vizemeister der zweiten Liga. 2001 wurde der Verein Zweiter hinter Deportes Quindío. 2008 verlor Rionegro das Finale gegen Real Cartagena und auch die Relegation gegen Envigado FC.
2012 stand der Verein im Finale der Rückserie, verlor dieses aber gegen Alianza Petrolera, das sich danach gegen América de Cali den Titel und den Aufstieg sicherte. 2013 stand Rionegro wieder im Finale der Rückserie gegen Fortaleza FC, verlor dieses aber nach Elfmeterschießen. In der Hinserie 2014 schied der Verein im Viertelfinale gegen Jaguares de Córdoba aus. In der Rückserie konnte das Finale erreicht werden, welches jedoch gegen Deportes Quindío verloren wurde.

### Leones FC
In der Saison 2015 konnte sich Leones FC erneut für die Gruppenphase qualifizieren, konnte dort jedoch nicht in den Kampf um den Aufstieg eingreifen. In der Saison 2016 bewahrte sich Leones bis zum letzten Spiel die Chance aufzusteigen. Durch das Unentschieden gegen Deportivo Pereira am letzten Spieltag stieg jedoch Tigres FC auf.
In der Apertura 2017 erreichte Leones mit einem sechsten Platz in der Ligaphase die Finalrunde, in der der Verein jedoch nach Elfmeterschießen gegen Real Santander ausschied. In der Finalización konnte Leones FC Meister werden. Aufgrund des ersten Platzes in der Gesamttabelle bedeutete dies auch direkt den erstmaligen Aufstieg in die Categoría Primera A. Im anschließenden Finale unterlag Leones FC Boyacá Chicó FC und wurde Vizemeister.
Die erste Halbserie in der ersten Liga, die Apertura 2018, schloss Leones FC auf dem letzten Platz ab. Da auch die Rückserie auf dem letzten Platz abgeschlossen wurde, stieg Leones FC nach nur einer Spielzeit wieder in die zweite Liga ab. Im August wurde der Trainer Juan Carlos Álvarez entlassen und als Nachfolger Luis Amaranto Perea verpflichtet.
Perea erreichte mit Leones in der Apertura 2019 den siebten Platz der Ligaphase und zog in die Finalrunde ein, verfehlte dort jedoch als Gruppendritter den Einzug in das Finale. Im Anschluss trat Perea als Trainer zurück. Als Nachfolger wurde Álvaro Hernández verpflichtet.

## Stadion
Leones FC absolviert seine Heimspiele im Estadio Metropolitano Ciudad de Itagüí, das eine Kapazität von 12.000 Zuschauern hat. In der Rückserie 2016 spielte Leones seine Heimspiele im 11.000 Zuschauer fassenden Estadio Polideportivo Sur in Envigado. 2015 bis 2016 absolvierte der Verein seine Heimspiele im Estadio John Jairo Tréllez in Turbo. Das Stadion hat eine Kapazität von etwa 10.000 Plätzen. 2014 absolvierte er seine Heimspiele im Estadio Tulio Ospina in Bello, das eine Kapazität von etwa 12.000 Plätzen hat und bis 2013 spielte Deportivo Rionegro im Estadio Alberto Grisales in Rionegro, das eine Kapazität von etwa 14.000 Plätzen hat.

## Sportlicher Verlauf

### Erfolge
- Vizemeister Categoría Primera B: 2001, 2008, 2017
- Halbserienmeister der Categoría Primera B: 2008-I, 2017-II

### Saisondaten als Deportivo Rionegro seit 2010
| Spielzeit | Liga            | Ligaebene | Platz | Finalrunde              |
| --------- | --------------- | --------- | ----- | ----------------------- |
| 2010      | Torneo Postobón | II        | 3.    | 4. Gruppe A             |
| 2011-I    | Torneo Postobón | II        | 2.    | Viertelfinale           |
| 2011-II   | Torneo Postobón | II        | 5.    | Halbfinale              |
| 2012-I    | Torneo Postobón | II        | 3.    | 2. Gruppe A             |
| 2012-II   | Torneo Postobón | II        | 4.    | 1. Gruppe A Vizemeister |
| 2013-I    | Torneo Postobón | II        | 5.    | 2. Gruppe A             |
| 2013-II   | Torneo Postobón | II        | 2.    | 1. Gruppe B Vizemeister |
| 2014-I    | Torneo Postobón | II        | 7.    | Viertelfinale           |
| 2014-II   | Torneo Postobón | II        | 4.    | 1. Gruppe B Vizemeister |

### Saisondaten als Leones FC seit 2015
| Spielzeit                                       | Liga                   | Ligaebene | Platz | Finalrunde                                  |
| ----------------------------------------------- | ---------------------- | --------- | ----- | ------------------------------------------- |
| 2015                                            | Torneo Águila          | II        | 6.    | 3. Gruppe B                                 |
| 2016                                            | Torneo Águila          | II        | 4.    | 3. Gruppe A                                 |
| 2017-I                                          | Torneo Águila          | II        | 6.    | Viertelfinale                               |
| 2017-II                                         | Torneo Águila          | II        | 4.    | Meister (Finalización) Vizemeister (Gesamt) |
| 2018-I                                          | Liga Águila            | I         | 20.   | -                                           |
| 2018-II                                         | Liga Águila            | I         | 20.   | -                                           |
| 2019-I                                          | Torneo Águila          | II        | 7.    | 3. Gruppe B                                 |
| 2019-II                                         | Torneo Águila          | II        | 9.    | -                                           |
| 2020                                            | Torneo BetPlay Dimayor | II        | 8.    | 4. Gruppe A                                 |
| 2021-I                                          | Torneo BetPlay Dimayor | II        | 4.    | 3. Gruppe A                                 |
| 2021-II                                         | Torneo BetPlay Dimayor | II        | 1.    | 3. Gruppe A                                 |
| 2022-I                                          | Torneo BetPlay Dimayor | II        | 1.    | 2. Gruppe A                                 |
| grün unterlegt: Aufstieg rot unterlegt: Abstieg |                        |           |       |                                             |

## Persönlichkeiten

### Trainerhistorie
| - Álvaro Hernández (2019–) - Luis Amaranto Perea (2018–2019) - Juan Carlos Álvarez (2016–2018) - Álvaro Hernández (2012–2015) - Wiston Cifuentes (2010–2011) | - Albeiro García (2009–2010) - Óscar Aristizábal (2006–2008) - Víctor González Scott (2005) - Carlos Navarrete (2003–2004) - Orlando Restrepo (2000–2002) | - Carlos Navarrete (1993–1999) - Óscar Aristizábal (1992) - Orlando Restrepo (1991–1992) |

### Ehemalige Spieler
| - Iván Córdoba - Farid Díaz - René Higuita - Vladimir Marín Ríos - Wilder Medina |